# Летка Ноуа (Ђурђу)
Летка Ноуа (рум. Letca Nouă) насеље је у Румунији у округу Ђурђу у општини Летка Ноуа. Oпштина се налази на надморској висини од 88 m.

## Становништво
Према подацима из 2011. године у насељу је живело 1205 становника.